# Flaminische Obelisk
De Flaminische Obelisk is een antieke obelisk op het Piazza del Popolo in Rome.
De obelisk zelf is 23,7 meter hoog. Met de voet en het kruis bovenop is de hoogte 36,5 meter. Het is een monoliet, gemaakt van rood graniet. Het is een van de twee obelisken die het langst in Rome aanwezig zijn. Na eeuwenlang begraven te zijn geweest, werd hij in 1589 gerestaureerd en op het Piazza del Popolo geplaatst. Hieraan dankt de obelisk zijn huidige naam; de Via Flaminia begint aan dit plein.

## Geschiedenis

### Egypte
De obelisk werd in de 13e eeuw v.Chr. gemaakt in opdracht van farao Seti I, maar werd voltooid onder diens opvolger Ramses II. Ook diens zoon Merenptah wordt op de hiërogliefen vermeld. De obelisk stond oorspronkelijk in Heliopolis, waar hij voor de tempel van de zonnegod Ra stond. De hiërogliefen vermelden dat de obelisk zelf ook aan Ra was gewijd.

### Circus Maximus
Na de Romeinse inlijving van Egypte in 30 v.Chr. werd de Egyptische cultuur populair in Rome. Zo verschenen er piramides in de stad en werden er tempels ter ere van de Egyptische goden Isis en Serapis gebouwd. Keizer Augustus liet in 10 v.Chr. de obelisk van Seti I en een andere van Psammetichus II naar Rome overbrengen, waar de eerste ter versiering op de spina van het Circus Maximus werd geplaatst. De oorspronkelijk voet met de antieke wijdingsinscriptie is nog steeds aanwezig. Deze inscriptie luidt:
- IMP. CAESAR DIVI F. AUGUSTUS
- PONTIFEX MAXIMUS
- IMP. XII COS. XI TRIB. POT. XIV
- AEGYPTO IN POTESTATEM
- POPULI ROMANI REDACTA
- SOLI DONUM DEDIT

Vertaling: Imperator Caesar Augustus, zoon van de vergoddelijkte Caesar, pontifex maximus, imperator voor de 12e maal, consul voor de 11e maal, met tribunale macht bekleed voor de 14e maal, bracht Egypte in het bezit van het Romeinse volk en wijdde dit monument aan de zon.
Gedurende 350 jaar was de obelisk het opvallendste bouwwerk op de spina van het belangrijkste stadion in de stad en hij werd dan ook veelvuldig afgebeeld op munten en reliëfs. In 357 liet keizer Constantius II nog een tweede obelisk op de spina plaatsen. Na de val van het West-Romeinse Rijk in de 5e eeuw raakte het Circus Maximus in onbruik. Op een zeker moment zijn de obelisken op de spina omgevallen of omgetrokken en raakten bedolven onder een laag modder afkomstig van de beek, die nu door de ruïne van het circus stroomde.

### Piazza del Popolo
Gedurende de 15e en 16e eeuw werden de verloren gegane fragmenten van de beide obelisken gelokaliseerd, maar pas tijdens het pontificaat van Sixtus V werden er echt opgravingen in het circus gehouden. De in drie stukken gebroken Flaminische Obelisk werd gerestaureerd en op 5 maart 1589 opgericht op het Piazza del Popolo. Daar werd de obelisk gewijd aan het Heilige Kruis. Sixtus V liet op de voet een inscriptie aanbrengen die herinnert aan de verhuizing, de restauratie en de weiding van de obelisk. De top van de obelisk wordt bekroond door een kruis met de ster en de heuvels uit het wapen van Sixtus V.
In 1823 richtte de architect Giuseppe Valadier de piazza opnieuw in. Hierbij werd om de obelisk een platform geplaatst waarop waterspuwende Egyptische leeuwen staan.